# Західка

Західка (рос. заходка, англ. stope, dass; нім. Abschlag m, Absatz m, Strebstreifen m, Schnitt m -
- 1) При розробці родовищ підземним способом — виробка невеликої протяжності, обмеженої площі перерізу, що примикає безпосередньо до виробленого простору або відділяється від нього на час виймання невеликим ціликом корисної копалини. За положенням у просторі, взаємним розташуванням і формою З. можуть бути горизонтальні, похилі, вертикальні, поперечні, спарені, зустрічні.

- 2) При розробці родовищ відкритим способом — частина шару гірських порід на висоту робочого уступу або підуступу, виїмка якої в цілику або в розпушеному стані виконується за один прохід виймально-навантажувальної машини (екскаватора, навантажувача та ін.). За розташуванням відносно фронту робіт уступу західки поділяються на поздовжні і поперечні, що відповідно орієнтовані вздовж фронту робіт уступу і перпендикулярно до нього і під кутом 14…400.

Ширина З. при безтранспортній системі розробки визначається робочими параметрами екскаватора і висотою уступу; при роботі механічних лопат у поєднанні з залізничним, автомобільним чи конвеєрним транспортом — видом транспорту і робочими параметрами виймально-навантажувальних машин; при залізничному транспорті застосовуються поздовжні західки і раціональною є максимальна їх ширина, що зв'язано зі скороченням числа пересувних колій і збільшенням продуктивності екскаватора (звичайно вона становить 1,5, але не перевищує 1,7 радіуса черпання екскаватора); при автотранспорті ширина західки залежить від схем руху автосамоскидів і їх установки під навантаження: при наскрізному русі автосамоскидів виїмка гірничої маси виконується поздовжніми західками, їх ширину приймають досить невеликою з метою зменшення кута повороту і тривалості циклу екскаватора, а при зворотному русі автосамокидів застосовують короткі поперечні західки при збільшеній їх ширині.
При роботі роторних екскаваторів у торцевому вибої з висуванням стріли ширину західки вибирають так, щоб максимальний кут повороту екскаватора убік уступу не перевищував 1,39-1,56 рад (80-90°) від осі руху екскаватора (по верхній брівці нижнього шару уступу).
Раціональна ширина західки при роторному екскаваторі в кожному конкретному випадку вибираєть-ся відповідно до розмірів екскаватора, але її завжди приймають трохи менше максимально можливої ширини, установленої робочими параметрами машини. Застаріла форма — заходка.